# Aimpoint
Aimpoint AB est une compagnie d'optique suédoise établie à Malmö (en Suède). Elle conçoit et produit des optiques pour armes légères destinées aux militaires, aux forces de l'ordre et aux chasseurs, dont le plus populaire sont les Aimpoint CompM2 et CompML2 vendus à plusieurs centaines de milliers d'exemplaires, en particulier à l'armée américaine sous le nom M-68 CCO (Close Combat Optic). 

Ses optiques ont la particularité d'utiliser un unique point rouge avec correction de parallaxe pour viser, ce qui permet une visée très rapide sans avoir à aligner deux organes de visée (classiquement une hausse et un guidon) et en gardant les deux yeux ouverts.

## Les produits Aimpoint

### Produits actuels

#### Produits utilisant la technologie CET
- Aimpoint MPS II
- Aimpoint CompM2 (alias M-68 CCO et ECOS-N) et CompML2 : aides à la visée ayant connu un grand succès car vendus à l'US Army (dénommé M-68 CCO - Close Combat Optic), au NavSpecWarCom (forces spéciales de l'US Navy, appelé ECOS-N - Enhanced Combat Optical Sight - Navy) et utilisés par les autres Special Operation Forces, à l'armée suédoise, à l'armée de terre française et à l'Esercito italienne.

#### Produits utilisant la technologie ACET
- Aimpoint CompM4s
- Aimpoint CompM3 et CompML3
- Aimpoint CompC3
- Aimpoint CompC SM
- Aimpoint 9000L
- Aimpoint 9000SC
- Aimpoint CS

#### Autres produits
- Aimpoint 3XMag
- Aimpoint LPI

### Produits dont la production a cessé
- Aimpoint Electronic : lancé en 1975
- Aimpoint Electronic G2 : lancé en 1978
- Aimpoint Mark III : lancé en 1983
- Aimpoint 1000 : lancé en 1987
- Aimpoint 2000 : lancé en 1985
- Aimpoint 3000 : lancé en 1989, utilisé par le GIGN sur ses fusils HK G-3 TGS et parfois sur ses Remington 870 ; selon le site http://www.navyseals.com (cliquer ici pour aller à la page concernée), il est ou a été utilisé par les SEAL sur leurs fusils M-16A3.
- Aimpoint Laser Dot
- Aimpoint Bow : lancé en 1987
- Aimpoint Comp : lancé en 1993
- Aimpoint 5000 : lancé en 1997
- Aimpoint CompM et CompML : lancé en 1997
- Aimpoint Comp XD : lancé en 1998
- Aimpoint CompM et CompML XD : lancé en 1998
- Aimpoint 5000 XD : lancé en 1998
- Aimpoint 5000 XD 2X : lancé en 1998
- Aimpoint 7000L
- Aimpoint 7000SC
- Aimpoint 7000SC SM
- Aimpoint 7000L 2X
- Aimpoint 7000SC 2X
- Aimpoint 7000S
- Aimpoint 7000S 2X